# Yuko Fujii

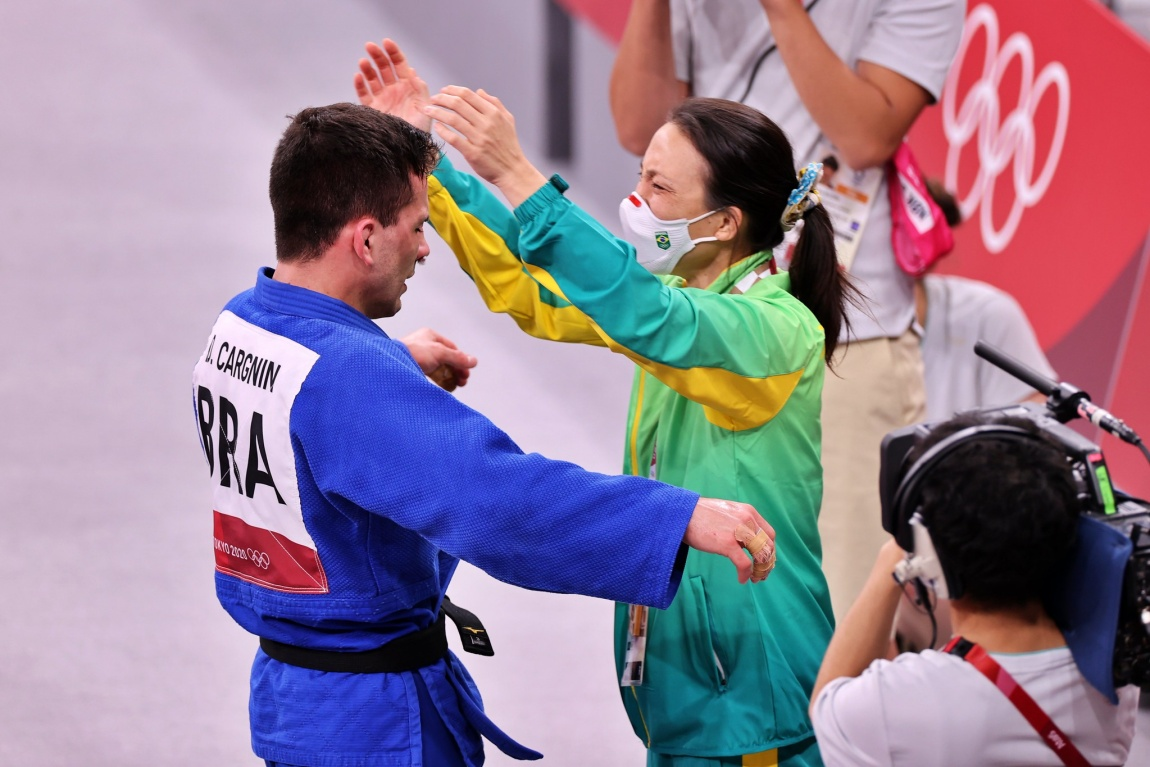
Daniel Cargnin abraça Yuko Fujii.

Yuko Fujii é uma treinadora de judô japonesa, que atualmente treina a seleção masculina brasileira. 
Nascida em Toyoake, Yuko começou a treinar judô aos 5 anos de idade e foi uma atleta de destaque em uma das principais academias de Nagoia, posteriormente indo treinar na arena Nippon Budokan.  Entre os anos de 1997 e 2000, fez parte da seleção júnior de judô do Japão.
Depois de formar-se mestre em educação física, em Hiroshima, em 2007 passou a treinar a equipe da universidade de Bath, na Inglaterra. Com sucesso, foi convidada a treinar a seleção da Inglaterra, onde, nos Jogos Olímpicos de Verão de 2012, ajudou as atletas Gemma Gibbons e Karina Bryant a conquistar uma medalha de prata e uma de bronze, respectivamente.
Em 2013, mudou-se para o Rio de Janeiro após ter sido convidada pela Confederação Brasileira de Judô a treinar as equipes de base. Tornou-se assistente técnica da seleção principal em 2016 e, em 2018, tornou-se a primeira mulher a ocupar posição de técnica de uma seleção principal na história do judô masculino. Nos Jogos Olímpicos de Verão de 2020, foi considerada fundamental para a conquista da medalha de bronze pelo judoca brasileiro Daniel Cargnin.